# (23707) Chambliss
Pour les articles homonymes, voir Chambliss.
(23707) Chambliss est un astéroïde de la ceinture principale.

## Description
(23707) Chambliss est un astéroïde de la ceinture principale. Il fut découvert le 4 octobre 1997 à Chinle dans l'Arizona aux États-Unis par James Bruton. Il présente une orbite caractérisée par un demi-grand axe de 3,12 UA, une excentricité de 0,24 et une inclinaison de 16,9° par rapport à l'écliptique.